# Compagnie parisienne de chauffage urbain
La Compagnie parisienne de chauffage urbain (CPCU) est une société d'économie mixte, filiale du groupe Engie (détenue à 66 % par Engie et à 33 % par la Ville de Paris), chargé du chauffage urbain, principalement au moyen d'un réseau à vapeur d'eau, à Paris  et dans plusieurs communes environnantes (Aubervilliers, Boulogne-Billancourt, Charenton-le-Pont, Choisy-le-Roi, Clichy, Gennevilliers, Gentilly, L'Île-Saint-Denis, Issy-les-Moulineaux, Ivry-sur-Seine, Le Kremlin-Bicêtre, Levallois-Perret, Saint-Denis, Saint-Ouen et Vitry-sur-Seine).
La CPCU assure deux activités principales. D'une part, elle transporte et distribue de la vapeur, grâce à un réseau long de plus de 500 km ; d'autre part, elle produit de la vapeur, dans l'un de ses 9 sites de production, le reste de la vapeur nécessaire provenant des centrales d'incinération des déchets du Syctom.

## Production de chaleur
La chaleur distribuée est récupérée pour 45 % dans trois usines de traitement de déchets du Syctom à Ivry-sur-Seine, Issy-les-Moulineaux et Saint-Ouen. Le reste provient de huit chaufferies localisées à Saint-Ouen, au Kremlin-Bicêtre, à Ivry-sur-Seine, à Vitry-sur-Seine et à Paris (Bercy, Grenelle, Vaugirard, Paris Nord-Est). Les combustibles utilisés sont notamment le gaz, le biogaz, le charbon et les granulés de bois, les biocombustibles liquides.